# Agnes Ravatn

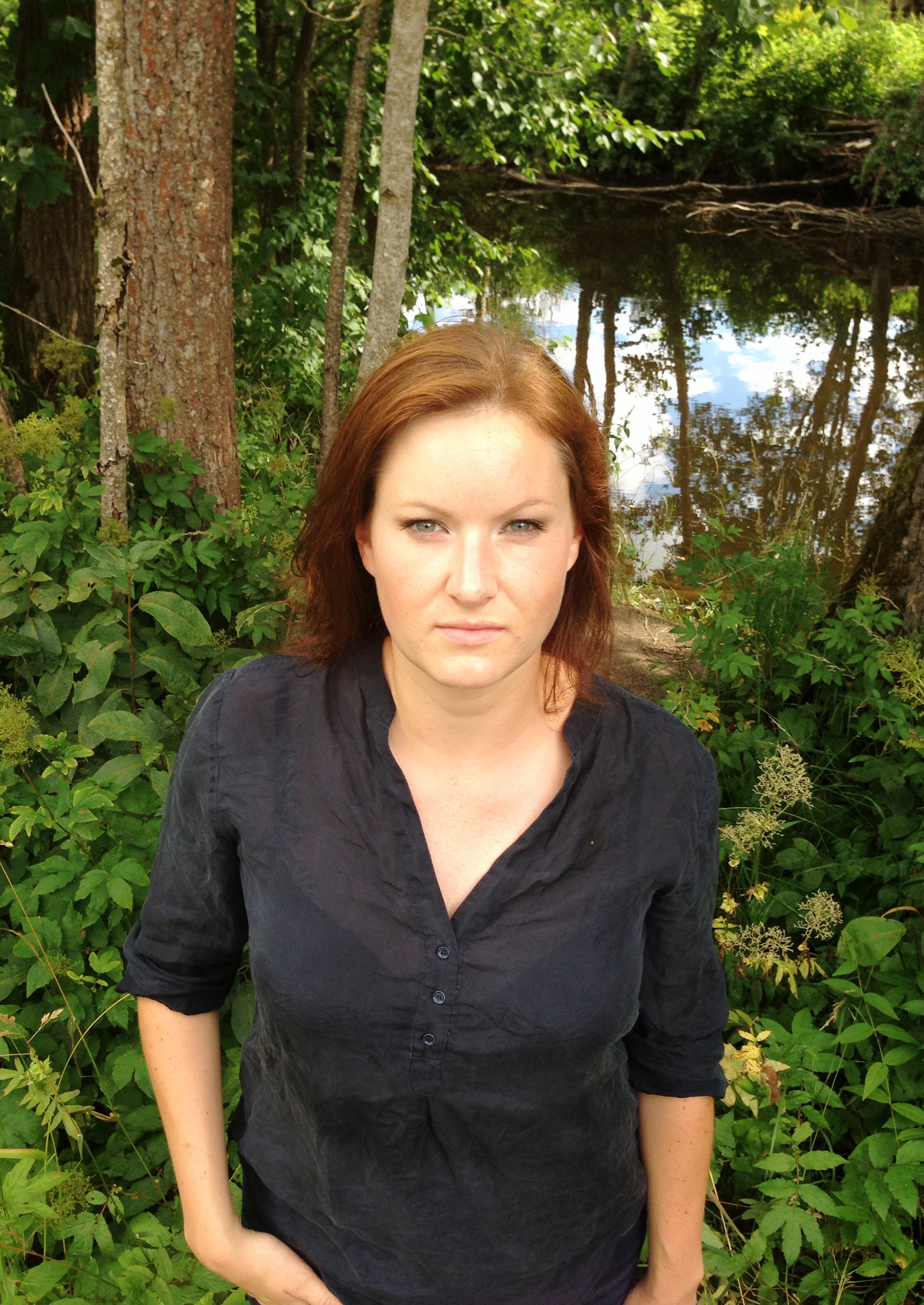
Agnes Ravatn (2013)

Agnes Ravatn (* 8. Februar 1983 in Ølen, Norwegen) ist eine norwegische Schriftstellerin und Journalistin.

## Leben
Agnes Ravatn studierte zunächst Musik an der Universität Bergen, bevor sie Kreatives Schreiben an der Skrivekunst-akademiet i Hordaland studierte. Mit ihrem 2007 veröffentlichten Roman Veke 53 debütierte sie als Schriftstellerin. Parallel zu ihrer Arbeit als Schriftstellerin ist sie auch als Journalistin tätig, unter anderem beim Dag og Tid und beim Dagbladet. Für ihren zweiten, 2013 erschienenen, Roman Fugletribunalet wurde sie unter anderem mit dem Ungdommens kritikerpris und dem Romanpreis der P2-Zuhörer ausgezeichnet. Nach einer Übersetzung von Julia Gschwilm erschien er 2015 unter Titel Vogeltribunall beim Münchener Verlag btb.

## Werke (Auswahl)
Romane
- Veke 53 (2007)
- Fugletribunalet (2013; Deutsch: Das Vogeltribunal, btb, München 2015, ISBN 978-3-442-74916-4)
- Dei sju dørene (2019)

Sachbücher
- Ikke til hjemlån (2008)
- Stillstand: sivilisasjonskritikk på lågt nivå (2009)
- Folkelesnad (2011)
- Operasjon sjølvdisiplin (2014)
- Verda er ein skandale. En bok om livet på landet (2017)

## Auszeichnungen (Auswahl)
- Arne Hestenes’ journalistpris 2013
- Romanpreis der P2-Zuhörer 2013 für Fugletribunalet
- Ungdommens kritikerpris 2014 für Fugletribunalet